# فلسفه در اتاق خواب (کتاب)
فلسفه در اتاق‌خواب (به فرانسوی: La philosophie dans le boudoir) نام رمانی از مارکی دو ساد نویسنده و فیلسوف فرانسوی است که در سال 1795 منتشر شده است.این در ایران توسط علی طباخیان به فارسی ترجمه شده است.

## خلاصه رمان
رمان در مورد دختری است به نام اوژنی که برای آموزش دیدن نزد دو لیبرتین فاسد می رود و ساد صحبت های آن ها را به صورت دیالوگ بیان می کند و روند فاسد شدن دختر را نشان می دهد...

## ویژگی‌های رمان
فلسفه در اتاق خواب کتابی از مارکی دوساد است که در سال 1795 نوشته شده است. اگرچه در ابتدا یک اثر پورنوگرافی در نظر گرفته شد، اما بعد‌ها بیشتر به عنوان یک اثر درام سیاسی-اجتماعی شناخته شد. ساد در این کتاب مردم فرانسه را خطاب می‌کند که اگر نتوانید فلسفه‌ای آزادی خواهانه اتخاذ کنید دوباره به دوران سلطنت بازخواهید گشت. گفت و گوی پنجم این کتاب نشان می‌دهد که دغدغه‌ی ساد بیشتر دین و اخلاق است و فلسفه‌ای که او مشتاقانه امیدوار است که شهروندان فرانسه آن را پذیرفته و قوانین دولت جمهوری جدید خود را بر پایه‌ی آن مدون کنند. ساد پیوسته در طول اثر این بحث را مطرح می‌کند که باید بی‌خدایی را پذیرفت، باور‌های جامعه در مورد لذت و درد را نفی کرد و در ادامه این استدلال را مطرح می‌کند که اگر جنایتی در حین لذت‌جویی انجام شود، نمی‌توان آن را محکوم کرد.